# Landesstraße 151
Die Landesstraße 151 (L 151) ist eine rheinland-pfälzische Landesstraße im Landkreis Trier-Saarburg.
Sie verbindet das Mittelzentrum Hermeskeil im Schwarzwälder Hochwald mit dem Oberzentrum Trier im Moseltal.
Die Einstufung nach den Richtlinien für integrierte Netzgestaltung (RIN 2008) sind die Kategoriengruppe LS (Landstraße) und die Verbindungsfunktionsstufe II (überregional).

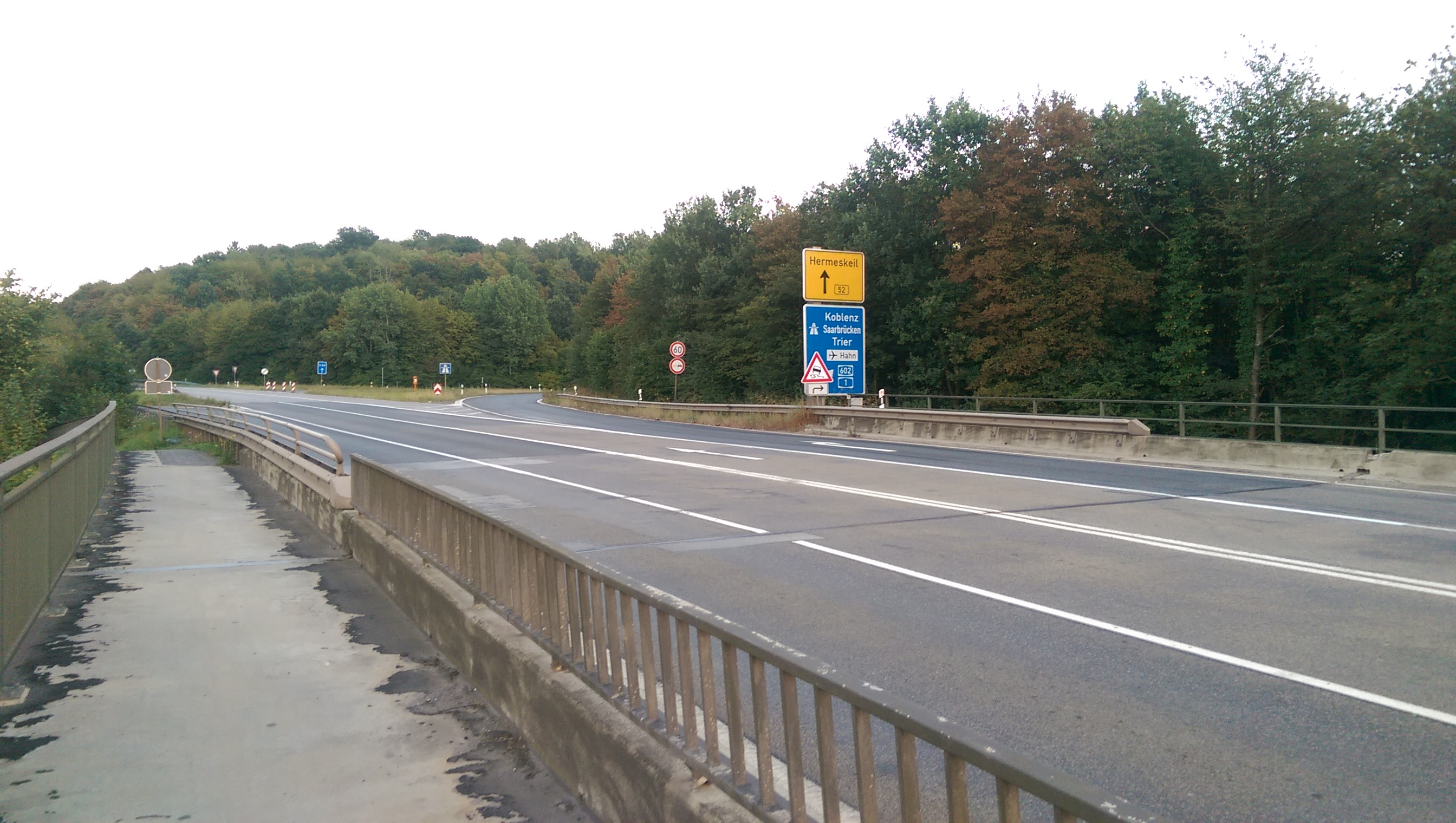
Beginn der L 151 an der Moselbrücke Ehrang (2016)

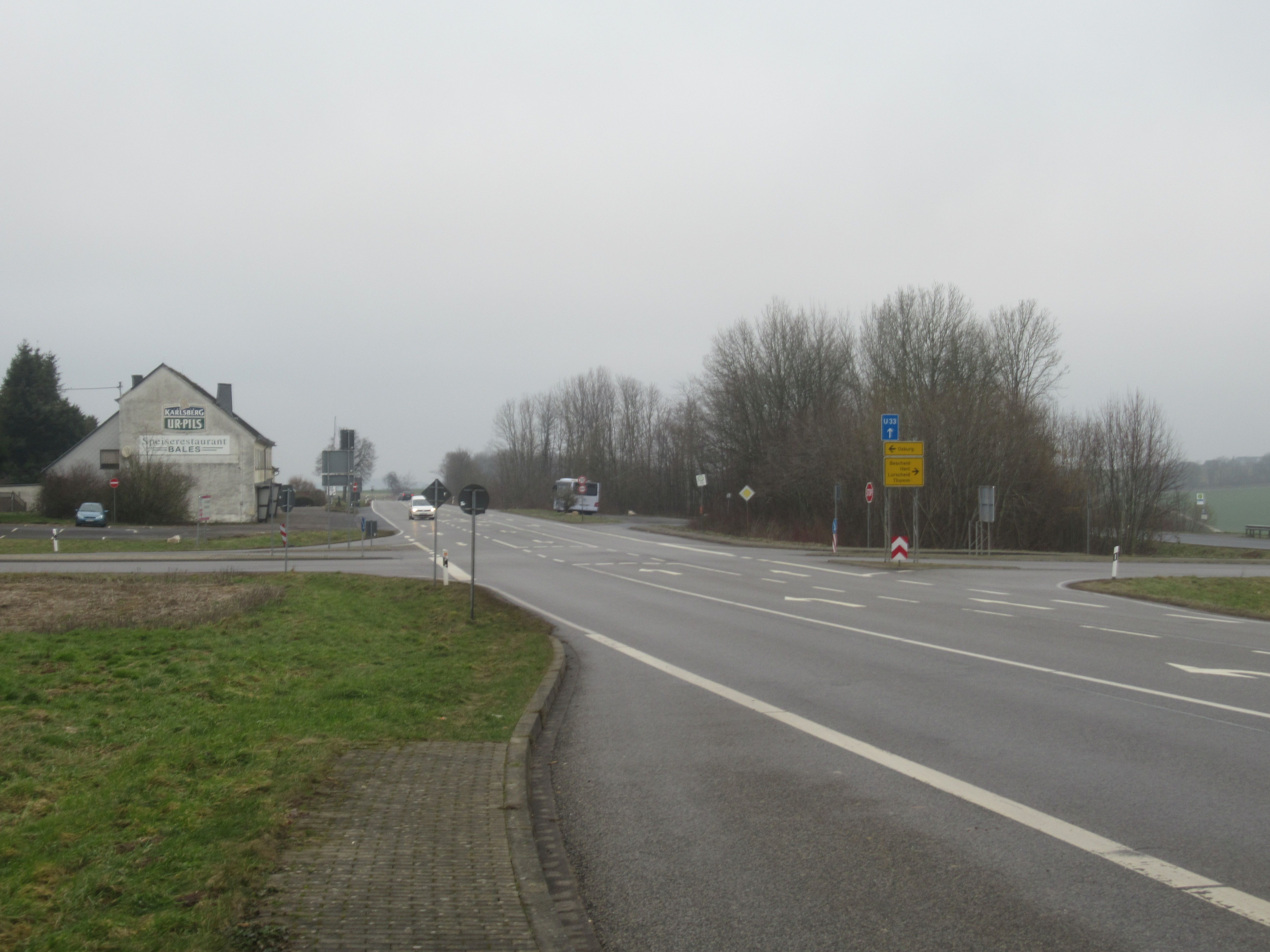
Verkehrsknotenpunkt Osburg-Neuhaus (2023)

Die Gesamtlänge der L 151 beträgt etwa 21,5 km, wovon etwa 10 km als Kraftfahrstraße ausgewiesen sind. Die L 151 ist Umleitungsstrecke der Bundesautobahn 1.
Die Straße entsteht aus der Bundesautobahn 64a, die dort die Mosel überquert, bei Kenn und verläuft über
die Gemarkungen von Longuich, Mertesdorf, Kasel, Waldrach, Thomm, Osburg und Beuren nach Reinsfeld bis zur Abzweigung der Bundesstraße 407 (Teil der Hunsrückhöhenstraße).
Die Straßentrasse wird dann als Bundesstraße 52 fortgeführt bis zur Stadtmitte von Hermeskeil.
Dort beginnt die L 151 erneut, führt bis zur saarländischen Landesgrenze bei Nonnweiler und geht über in die dortige L 149.
Die L 151 entstand Anfang 2015 aus der Herabstufung der Bundesstraße 52 zu einer Landesstraße.
Diese Herabstufung erfolgte, weil mittlerweile die Bundesautobahn 1 als überregionale Verbindung von Trier nach Reinsfeld und Hermeskeil führt.
Historisch liegt die L 151 nahe an der Trasse einer alten Poststraße zwischen Trier-Ruwer und Hermeskeil
sowie nahe der Route de Trèves à Birkenfeld. Diese ist in der Topographischen Aufnahme der Rheinlande von Anfang des 19. Jahrhunderts verzeichnet und führte von Trier über Hermeskeil nach Birkenfeld im Nahegebiet.
Markante Punkte an der Straße sind der Gemeindeteil Sang-Neuhaus von Longuich, das A.R.T. Entsorgungs- und Verwertungszentrum Mertesdorf, der Bürgerwindpark Waldrach, das Hinkelhaus bei Thomm, die Gemeindeteile Osburg-Neuhaus und Osburg-Sternfeld sowie der Osburger Hochwald.
Die durchschnittliche tägliche Verkehrsstärke (DTV) in Höhe von Osburg-Neuhaus beträgt 8753 Kraftfahrzeuge (Stand: 2021).
Dort münden die L 149 aus Richtung Herl/Farschweiler und die K 67 aus Richtung Osburg.
Der Umbau des Verkehrsknotenpunktes L151/L149/K067 und die Installation einer Lichtsignalanlage erfolgten von August bis Dezember 2024.
Weitere Querstraßen der L 151 sind die K 77 bei Mertesdorf, die K 83 bei Thomm, die K 84 bei Farschweiler, die K 95 bei Reinsfeld, die L 149 bei Thomm und die L 148 bei Reinsfeld. Die Bundesstraße 327 in Hermeskeil ist eine Weiterführung der L 151 in nördlicher Richtung.